# كراش بانديكوت: ذا هيوج أدفنشر
كراش بانديكوت: ذا هيوج أدفنشر (بالإنجليزية: Crash Bandicoot: The Huge Adventure)‏ لعبة فيديو لجيم بوي أدفانس تم تطويرها من قبل شركة فكيريوس فيجينز وتم نشرها من قبل شركة يونيفيرسال إنتراكتيف أول مره في 25 فبراير 2002 في أمريكا الشمالية واللعبة عبارة عن مغامرات كراش بانديكوت.

## وصلة خارجية
- Crash Bandicoot: The Huge Adventure at GameFAQs